# Inkvizicija
Inkvizícija je bila ustanova rimskokatoliške Cerkve z nalogo zatiranja krivoverstva. Njena dejanja v povezavi z vladami posameznih držav so pomemben predmet zgodovinskega preučevanja. 

## Izvor
Za razliko od nekaterih drugih religij (budizma, judovstva, ...) ima katoliška vera hierarhično zgradbo s središčnim upravljanjem – Cerkev. Ko je cesar Konstantin prenehal preganjati krščanstvo, so se cerkvenoupravne ustanove zahodnorimskega cesarstva združile v eno s sedežem v Rimu. Tiste, ki se niso strinjali s trditvami ali dejanji, ki so jih kot pravoverna označili cerkveni zbori - koncili, si je poskušala Cerkev najprej podrediti, upiranje pa je včasih vodilo v preganjanje s strani oblasti. Cesarja Valentinijan I. in Teodozij I. Veliki sta sprejela zakone proti heretikom: izgnanstvo in zaplenjenje premoženja, vzeta jim je bila tudi pravica dedovanja. 
Krivoverstvo ali herezija (iz grške besede haeresis - ločina, šola, verovanje; krivoverec - heretik) je za Cerkev že od začetka predstavljalo težavo. V prvih stoletjih so se pojavili arijanci in manihejanci. Srednji vek so zaznamovali katari in Valdežani, renesanso oziroma obdobje protestantizma pa husiti, luteranci, kalvinisti in rožni križarji. Prizadevanja za zatiranje krivoverstva so bila sprva namenjena njim. Že v srednjem veku se je pojavila stalna organizacija s tem namenom. Z začetkom 12. stoletja so koncili od posvetnih vladarjev zahtevali preganjanje krivovercev. Cerkev ni nikoli mogla sama kaznovati heretike, saj ji je to prepovedoval kanonski zakon oz. njen nauk. Inkvizicija je le sodila in izobčila krivoverce, kaznovale so jih civilne oblasti. Sodno oblast je imela le nad krščenimi (kar pa je predstavljalo večino takratnega prebivalstva). Nekrščenim so lahko zaradi krivoverstva sodile civilne oblasti (večino čarovniških sojenj je potekalo na civilnih oz. posvetnih sodiščih).

## Namen
Inkvizitorski priročnik iz leta 1578 določi namen inkvizicijskih kazni kot: ... quoniam punitio non refertur primo & per se in correctionem & bonum eius qui punitur, sed in bonum publicum ut alij terreantur, & a malis committendis avocentur. (Prevedeno:«...pravi namen kazni ni kazen sama, da bi se oseba popravila ali poboljšala, ampak za skupno dobro, da bi se ostali ustrašili in se izogibali zlu, ki bi ga drugače zagrešili.«) 

## Zgodovina
Prva srednjeveških inkvizicij se imenuje »škofovska inkvizicija«. Bila je vzpostavljena leta 1184 s papeško bulo, imenovano Ad abolendam, kar pomeni »Za namen odstranitve«. Inkvizicija je bila odgovor na porast katarov v južni Franciji. Ime »škofovska« je dobila zato, ker so jo vodili krajevni škofje (latinsko episcopus). 
Leta 2000 so neodvisni zgodovinarji pregledali vatikanske arhive. Iz njih zbrani podatki so potrdili odkritja iz drugih evropskih arhivov. Srednjeveška inkvizicija je odgovorna za okrog 2-3 tisoč smrti posameznikov, kar je okoli 2 % vseh, ki so jim sodili. Inkvizitor Bernard Gui je npr. v Toulousu v obdobju 10 let obtožil 700 ljudi, od katerih so jih 40 usmrtili. Med temi je mnogo žensk pa tudi moških, ki so bili obtoženi čarovništva. Kot čarovnice so v tistem času med drugim označili ljudi, ki so opravljali splave. V večini primerov so bili obtoženci, ki jim je bila dokazana krivda, kaznovani z nekakšno obliko javne pokore; lahko so jih npr. poslali na romanje itd. Nespokorjene krivoverce so izobčili iz Cerkve; te pa so civilne oblasti nato tudi kaznovale, po navadi s smrtjo. 
Papeško inkvizicijo je ustanovil papež Gregor IX. leta 1231 in je bila odgovor na neuspeh škofovske inkvizicije. Izvajali so jo posebej izurjeni pripadniki, izbrani iz različnih redov in svetne duhovščine. Večinoma so prihajali iz vrst dominikancev. Njeno delovanje je bilo omejeno predvsem na območje današnje Italije in je zato bila tudi najmanj dejavna izmed inkvizicij. 
Po 13. stoletju se je inkvizicija razširila proti severu na Nemčijo in Skandinavijo. V severni Evropi je bila najmilejša (inkvizicija je nasploh po vsej Evropi imela višje dokazne standarde kot katerakoli civilna sodišča). V skandinavskih deželah skoraj ni pustila velikih posledic, čeprav je severna Evropa imela lastne ustanove, podobne inkviziciji, denimo »lov na čarovnice«, ki pa je bil dosti krutejši in je terjal mnogo več žrtev kot vse inkvizicije skupaj. V Angliji inkvizicija nikdar ni bila vzpostavljena. Krištof Kolumb jo je na svojih potovanjih zanesel v Ameriko. Na koncu 15. stoletja se je pod vladavino Ferdinanda II. Aragonskega in Izabele Kastiljske španska inkvizicija odcepila od Rima. S svojimi postopki spreobračanja muslimanov, judov in iluminatov v katoliško vero predstavlja temno poglavje v zgodovini inkvizicije. Pomembno se je zavedati tudi, da je inkvizicija lahko sodila samo že krščenim, torej nekrščeni judje in muslimani niso bili pod njeno sodno oblastjo. Judje in muslimani, ki so pa bili krščeni, a so vseeno prakticirali svojo staro vero (znani kot convertos), so se v tistem času pogosto povzpeli do visokih položajev v Cerkvi in vladi ter skrivoma načrtovali padec Španije. Izabela je rešitev videla v inkvizicijskih postopkih. Ti postopki so se imenovali auto de fe (špansko za dejanje vere). Ta inkvizicija je preganjala okoli 44 000 ljudi usmrtili so jih 3 000–5 000; večino v prvih 50 letih delovanja. 
Papež Pavel III. je leta 1542 ustanovil stalen zbor - kongregacijo, ki so jo sestavljali kardinali in drugi uradniki. Naloga kongregacije je bila vzdrževati ter braniti neoporečnost vere in iskati ter preganjati napake in zmotne nauke. Ta ustanova, Kongregacija inkvizicije, z današnjim imenom Kongregacija za doktrino vere, del rimske kurije, je postala nadzorno telo krajevnih inkvizicij. Papež ima naziv prefekta, a nikdar ne zaseda tega položaja. Namesto tega za predsedovanje na srečanjih določi enega izmed kardinalov. V kongregaciji je navadno še 10 drugih kardinalov in prelat z dvema pomočnikoma, ki vsi pripadajo dominikancem. Vključuje tudi mednarodno skupino svetovalcev, izkušenih učenjakov s področja teologije in kanonskega prava, ki ji svetujejo glede specifičnih vprašanj. Leta 1616 so ti svetovalci izrazili mnenje, da sta trditvi o negibnosti Sonca, in da Zemlja kroži okrog njega, neumni in absurdni. Prvo so, teološko gledano, označili za krivoversko, drugo pa »najmanj za napačno v veri«. Zaradi te sodbe se je Kopernikovo delo De Revolutionibus Orbium Coelestium znašlo na seznamu prepovedanih knjig. Kongregacija je leta 1633 obsodila tudi Galileia Galilea, ki je zagovarjal Kopernikove trditve. 
Vseh preganjanj krivovercev, ateistov in ostalih, ki se niso strinjali z nauki Katoliške cerkve, vendarle ni izvajala inkvizicija. V nekaterih državah, denimo v Franciji v času kraljevine, so to preganjanje lahko izvrševala civilna sodišča, z možnostjo smrtne kazni. Po 15. stoletju v Evropi (razen v Španiji in Italiji) inkvizicija neha delovati. Tako tudi ni mogla biti odgovorna za »lov na čarovnice« iz 16 stoletja. V Angliji, Nemčiji in Franciji kjer je bila velika večina sežigov čarovnic takrat inkviziciija ni delovala.

## Različne inkvizicije
Poznamo štiri različne skupine inkvizicij:
- srednjeveške inkvizicije,
- špansko inkvizicijo,
- portugalsko inkvizicijo in
- rimsko inkvizicijo.